# 富山大学教育学部附属中学校
富山大学教育学部附属中学校（とやまだいがくきょういくがくぶふぞくちゅうがっこう）は、富山県富山市五艘にある国立中学校。2022年4月に富山大学人間発達科学部附属中学校（とやまだいがくにんげんはったつかがくぶふぞくちゅうがっこう）から改称している。

## 概要
富山大学教育学部の附属機関として附属幼稚園や附属小学校、附属特別支援学校が同じ敷地内にあり、一つの学園が成り立っている。教育実習が多く、毎年研究大会が開かれており実験的な授業が行われる事も少なくない。通学指定区域は無く、登下校の時間と安全が確保できれば通学可能であるため広範囲から生徒が通学している。全校生徒の約半数は附属小学校からの内部進学生であり、附属小学校からは、余程のことがない限り全員が進学できる。
入学者の選考は学力検査によって行われる（2007年度入学者から抽選は廃止。それまでは、学力検査通過者のうちから抽選）。学力は県内でもトップレベルだが、多くの大学付属のように付属高校はなく、県内の公立高校で最難関と言われる県立のいわゆる「御三家」（富山中部、富山、高岡）の3校への進学率が、県内その他の中学校に比べかなり多い。また、数人程度県外の進学校へ進む例もあり（東京の学附・開成・早慶付属など）、逆の例もある。近年では、陸上競技部が5年連続全日中（全国大会）へ出場している。コーラス部はNHK全国学校音楽コンクールなどで県代表となっており、東海北陸ブロック大会の常連である。2014年、第81回NHK全国学校音楽コンクール東海北陸ブロック大会において金賞を受賞し、16年振りに全国大会への出場を果たした。2015年には、2年連続4回目の全国大会出場を果たした。また男子ソフトテニス部も輝かしい成績を残している
学期は2学期制で前期・後期に分かれる。学校長は富山大学から選ばれるので、現場の意向とは一致しないこともある。
食堂もあり給食制ではなく弁当か食堂となっている

## 教員勤務時間
始業8：20、終業5：05。

## 沿革
- 1947年4月 - 富山師範学校附属中学校として開校。
- 1951年4月 - 富山大学教育学部附属中学校と改称。
- 2001年8月 - 中国遼寧省阜新市の実験中学校と姉妹校提携を締結。
- 2004年1月 - 校舎改修工事が完了。
- 2004年4月 - 設置者が「国立大学法人富山大学」となる。
- 2005年10月 - 富山大学人間発達科学部附属中学校と改称。
- 2007年10月 - 体育館の改修工事が完了。
- 2022年4月 - 再度、富山大学教育学部附属中学校と改称。

## 教訓
自分で考え　自分で計画し　勇気をもって実践しよう
己にうちかち　他を愛し　真善美を求めよう
各教室や体育館など学校のいたるところに校訓の書かれた額が掲げてあり、生徒は日々その校訓を目標とし、学校生活をおくっている。
　　出る杭は打たれない
これは校訓ではないが生徒や先生の中で引き継がれてきており、「人と違った意見も認め合おう」という意味が込められている。

## 著名な出身者
- 池端忍（タレント、第7回全日本国民的美少女コンテスト審査員特別賞受賞、堀越高校へ進学）
- 石井隆一（富山県知事、富山中部高校へ進学）[要出典]
- 上野千鶴子（社会学者、東京大学名誉教授、金沢二水高校へ進学）
- 木村剛（経済評論家、作家、元日本振興銀行会長、富山中部高校へ進学）
- 木下瑠音（フリーアナウンサー、元仙台放送アナウンサー、富山中部高校へ進学）
- 久世光彦（演出家、作家、富山高校へ進学）
- 関榮一（エルビー会長、楽天KC会長、国内信販社長、富山中部高校へ進学）
- 高橋はるみ（参議院議員、元北海道知事、富山中部高校へ進学）
- 長勢甚遠（元法務大臣、元衆議院議員、富山高校へ進学）
- 中田祐矢（声優、高岡第一高校へ進学）
- 西島梢（ミュージシャン、元ナナムジカのメンバー、桐朋女子高校へ進学）
- 新田八朗（富山県知事、元日本海ガス社長、富山高校へ進学）
- 舟本真理（NHK富山放送局契約キャスター、札幌聖心女子学院高校へ進学）
- 細川興一（元財務事務次官、富山高校へ進学）
- 麦野英順（北陸銀行会長、富山県公安委員会委員長、富山中部高校へ進学）
- 本木克英（映画監督、富山中部高校へ進学）
- 森田高（元参議院議員、富山高校へ進学）
- 西修（法学者、駒澤大学名誉教授、富山中部高校へ進学）
- 吉田豊史（政治家、実業家、富山中部高校へ進学）